# Isoleucas
Isoleucas es un género con dos especies de plantas de flores perteneciente a la familia Lamiaceae. Es originario del Cuerno de África y del sur de la península arábiga.

## Especies
- Isoleucas arabica O.Schwartz, Mitt. Inst. Allg. Bot. Hamburg 10: 223 (1939).
- Isoleucas somala (Patzak) Scheen, Syst. & Geogr. Pl. 77: 234 (2007).